# Падизе (волость)
Па́дизе (эст. Padise) — бывшая волость на северо-западе Эстонии в уезде Харьюмаа. Административный центр — деревня Падизе. В составе волости 24 деревни: Алликлепа, Алткюла, Аудевялья, Харью-Ристи, Хату, Карилепа, Казепере, Кейбу, Кобру (деревня), Курксе, Кыммасте, Лаане, Ланга, Мадизе, Метслыугу, Мяэра, Падизе, Паэ, Педазе, Сууркюла, Вихтерпалу, Виливалла, Винтсе, Энглема.
Первое упоминание о Падизе в 1283 году содержалось в письме короля Дании, где он подтверждал приобретение земельной собственности с целью будущей постройки там укреплённого монастыря. Ныне сохранились руины основанного в начале XIV века Цистерцианского монастыря.
В 2017 году в результате административной реформы местных самоуправлений Эстонии волость Падизе была упразднена. Её административно-территориальные единицы вошли в состав новой волости Ляэне-Харью, куда также вошли волости Кейла, Вазалемма и город Палдиски.

## Внешние ссылки
- Официальный сайт  (эст.)